# Anthony Cáceres
Anthony Richard Cáceres (Sydney, 29 de setembro de 1992) é um futebolista australiano de ascendência uruguaia que atua como meio-campista. Atualmente joga pelo Sydney FC.

## Carreira em clubes
Depois de jogar na base do Marconi Stallions, Cáceres se mudou para o Central Coast Mariners em 2011, fazendo sua estreia como profissional no dérbi contra o Newcastle Jets, em janeiro de 2013. Foi contra o mesmo rival que ele marcaria seu primeiro gol, 2 dias depois, na vitória por 3 a 0. Pela A-League, Cáceres disputou 62 partidas e marcou 3 gols - somando todas as competições, foram 73 partidas.
Em janeiro de 2016, o meia foi vendido para o Manchester City, assinando um contrato de longo prazo. A equipe inglesa o emprestou em seguida para o Melbourne City, clube afiliado aos Citizens. A contratação de Cáceres gerou polêmica, pois as taxas de transferência não poderiam ser pagas diretamente entres os times da A-League. Em seus 4 primeiros jogos no Melbourne City, foram 2 cartões vermelhos (um deles no dérbi contra o Melbourne Victory), enquanto seu primeiro gol foi na vitória por 3 a 1 sobre o Brisbane Roar. Ainda vinculado ao Manchester City, Cáceres foi emprestado mais duas vezes ao time australiano, além de jogar por uma temporada no Al-Wasl (Emirados Árabes Unidos). Voltaria a ser emprestado ao Melbourne City para a temporada 2018–19 da A-League, mas a terceira passagem de Cáceres pelos City Boys durou apenas 5 partidas. Horas depois de sair do Melbourne City, assinou por empréstimo com o Sydney FC. Ao final do empréstimo, Cáceres voltaria ao Manchester City antes de ser contratado em definitivo pelo Sydney em julho de 2019, sem ter feito nenhuma partida oficial com a camisa do time inglês.

## Vida pessoal
Casado de 2018 com Helen Petinos, atacante do time feminino do Melbourne City Cáceres é descendente de uruguaios e é torcedor do Nacional.

## Títulos
Central Coast Mariners
- A-League (Championship): 2012–13

Melbourne City
- Copa da Austrália: 2016

Sydney FC
- A-League (Championship): 2018–19, 2019–20[13]
- A-League (Premiership): 2019–20
- Copa da Austrália: 2023

### Individual
- Mariners Medal: 2014–15
- A-Leagues All Star: 2022[14]
- Time da temporada da A-League (PFA): 2023–24[15]